# Chile na Zimowych Igrzyskach Olimpijskich 2018
Chile na Zimowych Igrzyskach Olimpijskich 2018 – występ kadry sportowców reprezentujących Chile na igrzyskach olimpijskich w Pjongczangu w 2018 roku.
W kadrze znalazło się siedmioro zawodników – cztery kobiety i trzech mężczyzn. Reprezentanci Chile wystąpili w trzynastu konkurencjach w trzech dyscyplinach sportowych – biegach narciarskich, narciarstwie alpejskim i narciarstwie dowolnym.
Chorążym reprezentacji Chile podczas ceremonii otwarcia igrzysk był alpejczyk Henrik von Appen, a podczas ceremonii zamknięcia – biegaczka Claudia Salcedo. Reprezentacja Chile weszła na stadion jako 67. w kolejności, pomiędzy ekipami z Czech i Kazachstanu.
Był to 17. start reprezentacji Chile na zimowych igrzyskach olimpijskich i 39. start olimpijski, wliczając w to letnie występy.

## Statystyki według dyscyplin
| Lp.     | Dyscyplina            | Mężczyźni | Kobiety | Łącznie |
| ------- | --------------------- | --------- | ------- | ------- |
| 1       | Biegi narciarskie     | 1         | 1       | 2       |
| 2       | Narciarstwo alpejskie | 2         | 1       | 3       |
| 3       | Narciarstwo dowolne   | –         | 2       | 2       |
| Łącznie | Łącznie               | 3         | 4       | 7       |

## Skład reprezentacji

### Biegi narciarskie
| Konkurencja                                         | Zawodnik                 | Czas    | Strata   | Miejsce |
| --------------------------------------------------- | ------------------------ | ------- | -------- | ------- |
| Bieg indywidualny kobiet na 10 km stylem dowolnym   | Claudia Salcedo          | 37:19,2 | +12:18,7 | 90.     |
| Bieg indywidualny mężczyzn na 15 km stylem dowolnym | Yonathan Jesús Fernández | 42:49,9 | +9:06,0  | 102.    |

### Narciarstwo alpejskie
| Konkurencja              | Zawodnik         | Przejazd 1 | Przejazd 1 | Przejazd 2 | Przejazd 2 | Czas łączny | Miejsce |
| Konkurencja              | Zawodnik         | Czas       | Miejsce    | Czas       | Miejsce    | Czas łączny | Miejsce |
| ------------------------ | ---------------- | ---------- | ---------- | ---------- | ---------- | ----------- | ------- |
| Zjazd kobiet             | Noelle Barahona  | —          | —          | —          | —          | 1:44,24     | 25.     |
| Slalom gigant kobiet     | Noelle Barahona  | DNF        | DNF        | DNS        | DNS        | DNF         | DNF1    |
| Supergigant kobiet       | Noelle Barahona  | —          | —          | —          | —          | 1:27,16     | 39.     |
| Superkombinacja kobiet   | Noelle Barahona  | DNF        | DNF        | DNS        | DNS        | DNF         | DNF1    |
| Zjazd mężczyzn           | Henrik von Appen | —          | —          | —          | —          | 1:44,02     | 34.     |
| Slalom mężczyzn          | Kai Horwitz      | DNF        | DNF        | DNS        | DNS        | DNF         | DNF1    |
| Slalom gigant mężczyzn   | Kai Horwitz      | 1:14,88    | 47.        | DNF        | DNF        | DNF         | DNF2    |
| Supergigant mężczyzn     | Henrik von Appen | —          | —          | —          | —          | 1:27,57     | 30.     |
| Superkombinacja mężczyzn | Henrik von Appen | 1:21,16    | 22.        | DNS        | DNS        | DNF         | DNS2    |

### Narciarstwo dowolne
| Konkurencja       | Zawodnik          | Kwalifikacje | Kwalifikacje | Kwalifikacje | Kwalifikacje | Kwalifikacje | Kwalifikacje | 1/8   | 1/4 | 1/2 | Finał | Finał | Finał | Finał | Finał | Miejsce |
| Konkurencja       | Zawodnik          | T            | P1           | P2           | P3           | W            | M            | 1/8   | 1/4 | 1/2 | T     | P1    | P2    | P3    | W     | Miejsce |
| ----------------- | ----------------- | ------------ | ------------ | ------------ | ------------ | ------------ | ------------ | ----- | --- | --- | ----- | ----- | ----- | ----- | ----- | ------- |
| Slopestyle kobiet | Dominique Ohaco   | —            | 16,00        | 38,60        | —            | 38,60        | 20. nq       | —     | —   | —   | —     | NQ    | NQ    | NQ    | NQ    | 20.     |
| Skicross kobiet   | Stephanie Joffroy | 1:16,70      | —            | —            | —            | —            | 18. Q        | 3. nq | NQ  | NQ  | —     | —     | —     | —     | NQ    | 19.     |